# Ermelindo Bonilauri
Ermelindo Bonilauri, detto Lino (Milano, 11 luglio 1912 – Genova, 27 giugno 1971), è stato un calciatore e allenatore di calcio italiano.

## Carriera
Approda al Genova 1893 dopo una stagione al Nazionale Liguria. Con i rossoblù disputa sei stagioni, cinque delle quali in Serie A. Passa quindi all'Atalanta, dove rimane per altri sei campionati, due di Serie B e quattro di A, distinguendosi per la dedizione.
Nel 1945 ritorna al Genova 1893, squadra che partecipò alla Coppa Città di Genova che nei primi mesi di quell'anno sostituì il normale campionato a causa degli eventi bellici che sconvolgevano l'Europa in quel periodo. La competizione fu vinta dai rossoblù che sorpassarono all'ultima giornata i rivali del Liguria; a Bonilauri ed a ciascun vincitore della competizione furono date in premio 20.000 lire dal futuro presidente rossoblù Antonio Lorenzo.
Al termine della Seconda guerra mondiale scende in Serie B con Vogherese e Suzzara, per poi passare all'Entella in Promozione, dove conclude la carriera con la doppia mansione di allenatore e giocatore.
Divenne dal 1950 allenatore delle giovanili genoane dopo il ritiro, carica che mantenne sino alla morte.
Nella stagione 1969-70, insieme a Maurizio Bruno prima, e a Aredio Gimona poi, sostituisce Franco Viviani alla guida tecnica del Genoa, non riuscendo tuttavia ad evitare l'ultimo posto in classifica con conseguente prima retrocessione della storia in Serie C dei rossoblù.

## Palmarès

### Club

#### Competizioni nazionali
- Serie B: 2

Genova 1893: 1934-1935
Atalanta: 1939-1940
- Coppa Italia: 1

Genova 1893: 1936-1937

#### Competizioni regionali
- Coppa Città di Genova: 1

Genova 1893: 1945